# Los Remedios (Michoacán)
Los Remedios es una localidad del estado mexicano de Michoacán. Es parte del municipio de Jiquilpan.

## Demografía
| Gráfica de evolución demográfica |
|                                  |

| Censo | Población |
| ----- | --------- |
| 1900  | 275       |
| 1910  | 74        |
| 1921  | 616       |
| 1930  | 685       |
| 1940  | 934       |
| 1950  | 1076      |
| 1960  | 1485      |
| 1970  | 1924      |
| 1980  | 1724      |
| 1990  | 3871      |
| 2000  | 3343      |
| 2010  | 1854      |
| 2020  | 2033      |